# Luke Black
Luka Ivanović (în alfabetul chirilic sârb: Лука Ивановић; n. 18 mai 1992), mult mai cunoscut după numele de scenă Luke Black, este un cantautor, producător și interpret sârb. La începutul anului 2015, Luke a semnat un contract de înregistrare cu casa de discuri Universal, devenind astfel primul solist din Serbia în contract exclusiv cu această corporație internațională de muzică. Single-ul său de debut D-Generation a fost lansat, împreună cu un videoclip, în februarie 2015. D-Generation și un alt single, Holding on to Love, este inclus în primul său extended play, Thorns, lansat pe 18 septembrie 2015. Luke Black are privilegiul de a fi singurul artist din această parte a Europei care a fost prezentat pe o platformă globală de muzică a Instagram, alături de alți artiști consacrați precum Miley Cyrus, Drake, Foo Fighters, 50 Cent și multi alții.
În 2023, acesta a reprezentat Serbia la Concursul Muzical Eurovision, clasându-se pe locul 24 în finală.

## Primii ani de viață
Luke Black s-a născut în Čačak, un orășel din vestul Serbiei, unde face muzică de mai mult de 12 ani. În tot acest timp a înregistrat șapte albume „do it yourself”, care nu au fost auzite de nimeni cu excepția prietenilor apropiați. Dorind o viață mai energică, s-a mutat la Belgrad, unde a început să studieze limba și literatura engleză. Luke Black suferă de heterocromie, având ochiul drept căprui, iar cel stâng albastru.

## Cariera

### Eventuala participare la Eurovision
În februarie 2016, potrivit ziarului Blic, televiziunea națională a Serbiei a anunțat că patru artiști au fost selectați pentru a reprezenta țara la ediția din 2016 a Concursului Muzical Eurovision. Printre aceștia se număra și Luke Black. Totuși, Luke nu a participat în 2016, dar presa sârbă a descoperit că următorul lui single, Demons, trebuia să fie intrarea sa în concurs. Pe 20 mai, în ziua lansării single-ului Demons, Luke Black a confirmat pentru Tračara, un portal online, că într-adevăr i-a fost solicitat de Radio-televizija Srbije să reprezinte Serbia la concurs cu noul single. Chiar dacă nu a participat la Eurovision, Luke a declarat că este fericit că o persoană tânără (Sanja Vučić) a reușit să reprezinte țara în această competiție.

## Discografie

### Extended play-uri
- Thorns (Universal Music Group, 2015)
- Holding On To Love Remix (Universal Music Group, 2015)
- Neoslavic (Universal Music Group, 2018)
- F23.8 (Luke Black Recordings, 2023)

### Single-uri
- Nebula Lullaby (Spinnup, independent, 2014)
- D-Generation (Universal Music Group, 2015)
- Holding on to Love (Universal Music Group, 2015)
- Jingle Bell Rock (Universal Music Group, 2015)
- Demons (Universal Music Group, 2016)
- Walpurgis Night (Universal Music Group, 2017)
- Olive Tree (Universal Music Group, 2017)

- Frankensteined (Luke Black Recordings, 2019)
- A House on the Hill (Luke Black Recordings, 2021)
- Amsterdam (Luke Black Recordings, 2021)
- Heartless (Luke Black Recordings, 2021)
- 238 (Luke Black Recordings, 2022)
- Samo mi se spava (Luke Black Recordings, 2023)
- I'm So Happy (Luke Black Recordings, 2023)
- God's Too Cool (Luke Black Recordings, 2023)

### Colaborări
- Seek & Hide (feat. Venza, 2016)